# Ett lättfärdigt stycke
Ett lättfärdigt stycke (engelska: The Amorous Adventures of Moll Flanders) är en brittisk komedifilm från 1965 i regi av Terence Young. Filmen är baserad på Daniel Defoes roman Moll Flanders från 1722. I huvudrollerna ses Kim Novak, Richard Johnson och Angela Lansbury.

## Handling
Berättelsen är en lättfärdig historia om hur en fattig flicka gång på gång ger upp sin dygd för att komma sig upp i samhället och kunna leva ett liv i överflöd.

## Rollista i urval
- Kim Novak - Moll Flanders
- Claire Ufland - Moll som barn
- Richard Johnson - Jemmy
- Angela Lansbury - Lady Blystone
- Leo McKern - Squint
- Vittorio De Sica - greven
- George Sanders - bankir
- Lilli Palmer - Dutchy
- Peter Butterworth - Grunt
- Noel Howlett - biskop
- Dandy Nichols - barnhemsföreståndare
- Cecil Parker - borgmästaren
- Barbara Couper - borgmästarinnan
- Daniel Massey - äldre bror
- Derren Nesbitt - yngre bror
- Ingrid Hafner - äldre syster
- June Watts - yngre syster
- Anthony Dawson - dragonofficerare
- Judith Furse - Miss Glowber